# Professorens dyrebare Krukke
Professorens dyrebare Krukke er en dansk stumfilm fra 1917, der er instrueret af Lau Lauritzen Sr. efter manuskript af Helen Gammeltoft og Robert Hansen.

## Handling
Denne artikel mangler et handlingsreferat. Hjælp os med at skrive det.

## Medvirkende
- Frederik Buch - Professor Potmann
- Helen Gammeltoft - Grethe, Potmanns niece
- Rasmus Christiansen - 'Poul Winge, Potmanns elev